# Huey Long
Huey Pierce Long, Jr., född 30 augusti 1893 i Winnfield i Louisiana, död 10 september 1935 (mördad) i Baton Rouge i Louisiana, var en amerikansk politiker (demokrat) och politisk boss från delstaten Louisiana, som var guvernör 1928–1932 och federal senator från 1932 till sin död. Huey var den som i praktiken grundade den politiska dynastin Long.

## Politisk karriär
Long misslyckades med att bli vald till guvernör 1924 men vann en klar seger vid ett andra försök 1928. Som guvernör genomförde han radikala sociala reformer till förmån för arbetare och småbrukare, och skaffade sig i praktiken diktatorisk makt över delstatens politik, en ställning han behöll även sedan han avgått till förmån för sin allierade Oscar K. Allen och istället valts in i senaten 1932, där han förespråkade ett bekämpande av depressionen med radikala åtgärder. På grund av sin populistiska och auktoritära politik, som tillskrivits fascistiska element, var han känd under smeknamnen ”The Boss” (chefen) och ”The Kingfish” (kungsfisken). Upplopp i New Orleans mot Longs styre i januari 1935 krossades med militära medel, vilket följdes av undantagstillstånd och indragen tryckfrihet, mötesfrihet och lokalt självstyre. Long själv skröt över att han utplånat alla självständiga organisationer utom Röda Korset och hjälporganisationen Community Chest.

## Presidentaspirationer

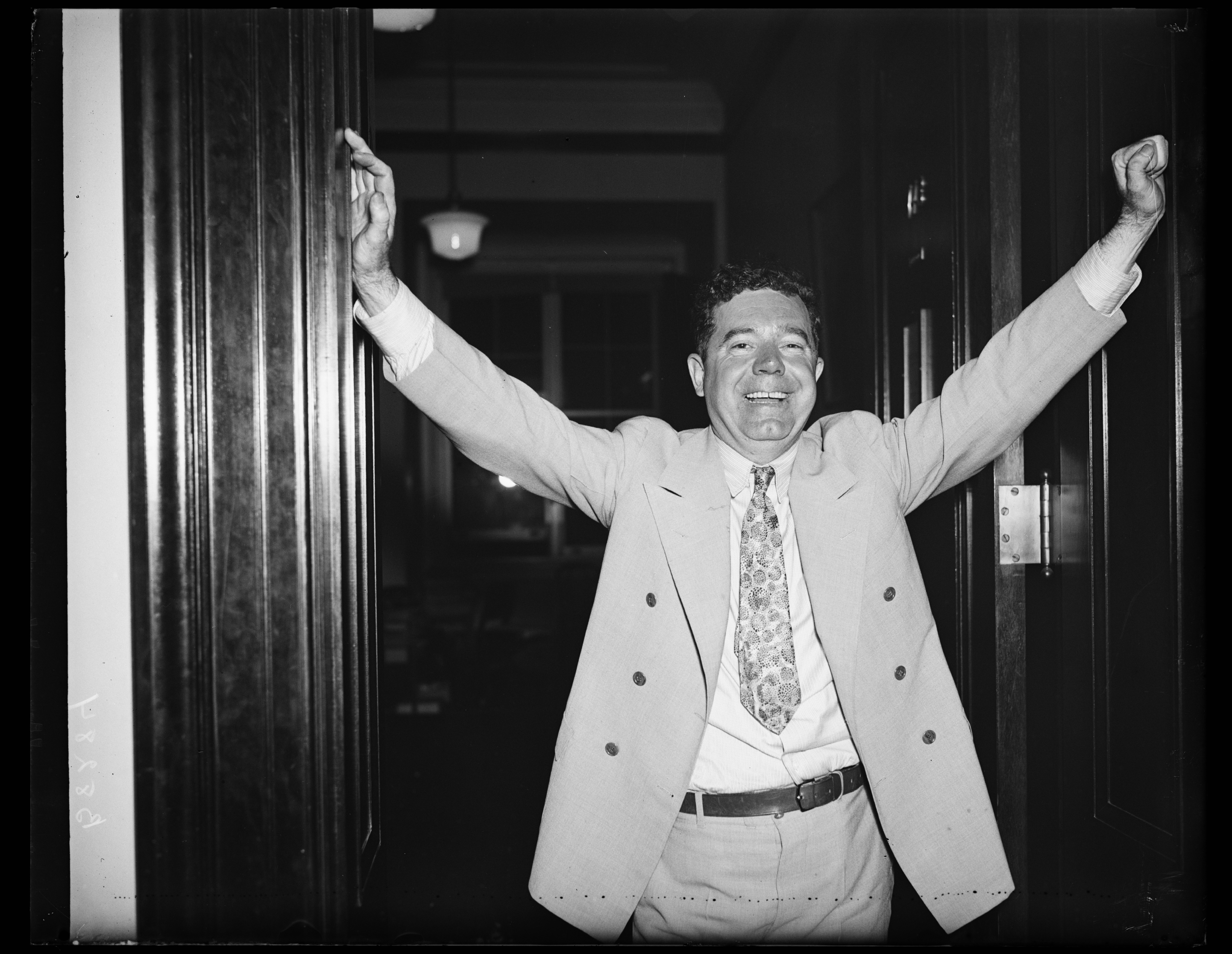
Long några veckor före sin död, efter ett fem timmar långt tal i senaten. Vid tidpunkten sågs Long som ett hot mot Franklin D. Roosevelts omval 1936.

Long stödde Franklin D. Roosevelt vid dennes presidentkampanj 1932 men tog senare tillbaka sitt stöd till förmån för en mer radikal interventionistisk ekonomisk politik, för vilken han blev djupt kontroversiell och av den socialistanklagade Roosevelt kallades för ”en av de två mest farliga männen i Amerika” (den andre som åsyftades var Douglas McArthur). Long tog samtidigt avstånd från det Amerikanska socialistpartiet och förnekade att hans politik skulle vara socialistisk. Inför presidentvalet 1936 antogs Long vilja kandidera, möjligen för att visa sin styrka inför valet 1940 (då Roosevelt väntades avgå). Han var vid sidan om Roosevelt favorit till Demokratiska partiets nominering. Long sköts till döds i Louisianas parlamentsbyggnad några månader före primärvalen efter att ha blivit angripen av en attentatsman. Det är oklart om han blev mördad eller vådaskjuten av sina ständigt närvarande livvakter sedan de överskattat situationens allvar.

## Arvet efter Long
Long efterträddes som senator av sin hustru Rose McConnell Long. Hans yngre bror Earl Long var Louisianas viceguvernör 1936–1939 och guvernör 1939–1940, 1948–1952 och 1956–1960, medan hans äldre bror George S. Long var ledamot av USA:s representanthus 1953–1958. Hans son Russell B. Long representerade Louisiana i USA:s senat 1948–1987. Liksom Huey Long tillhörde de det Demokratiska partiet, som förblev dominerande i Louisiana till senare delen av 1900-talet.

## Valresultat
Guvernörsvalet 1924, primärvalet
- Hewitt Bouanchaud (demokrat): 84 162 röster
- Henry L. Fuqua (demokrat): 81 382 röster
- Huey Long (demokrat): 73 985 röster

Guvernörsvalet 1928, primärvalet
- Huey Long (demokrat): 126 842 röster
- Riley J. Wilson (demokrat): 81 747 röster
- Oramel H. Simpson (demokrat): 80 326 röster

Guvernörsvalet 1928
- Huey Long (demokrat): 92 941 röster
- Etienne J. Caire (republikan): 3 733 röster

Senatsvalet 1930, primärvalet
- Huey Long (Demokrat): 149 640 röster
- Joseph E. Ransdell (demokrat): 111 451 röster

Senatsvalet 1930
- Huey Long (demokrat), ingen motkandidat